# Astatin
Astatinul (sau astatiniu ) este un element chimic radioactiv din grupul halogenilor, produs al unor reacții nucleare. Fiind obținut, până în prezent, numai în cantități foarte mici, proprietățile sale nu sunt încă bine cunoscute. Se știe că se aseamănă mai mult cu iodul. Este cel mai rar element de pe Terra. Acesta se găsește numai în scoarța terestră în cantități foarte mici (69 mg)
Astatinul are 85 de electroni, 85 de protoni și 125 de neutroni.

## Descoperire
În anul 1931, un grup de chimiști conduși de către F. Allison a raportat detecția unui element chimic necunoscut înaintea iodului în tabelul periodic. Inițial, numele acestuia a fost propus să fie alabamin, după statul Alabama, dar cererea lor a fost refuzată. Elementul a fost produs pentru prima dată la Universitatea din California în anul 1940 de către Dale R. Corson, Kenneth Ross MacKenzie și Emilio Segre (un fizician italian care sintetizase tehnețiul ulterior). Cu toate că descoperirea lor a fost raportată, aceștia nu și-au putut desfășura proiectul de cercetare din cauza Celui De-al Doilea Război Mondial și a cererilor Proiectului Manhattan, care au distras munca lor înspre fabricarea armelor atomice. Doar în anul 1947 au putut numi elementul chimic descoperit de ei astatin.